# Кулик (лунный кратер)
Кратер Кулик (лат. Kulik) — крупный ударный кратер в северном полушарии обратной стороны Луны. Название присвоено в честь советского специалиста по минералогии и исследованию метеоритов Леонида Алексеевича Кулика (1883—1942) и утверждено Международным астрономическим союзом в 1970 г. 

## Описание кратера

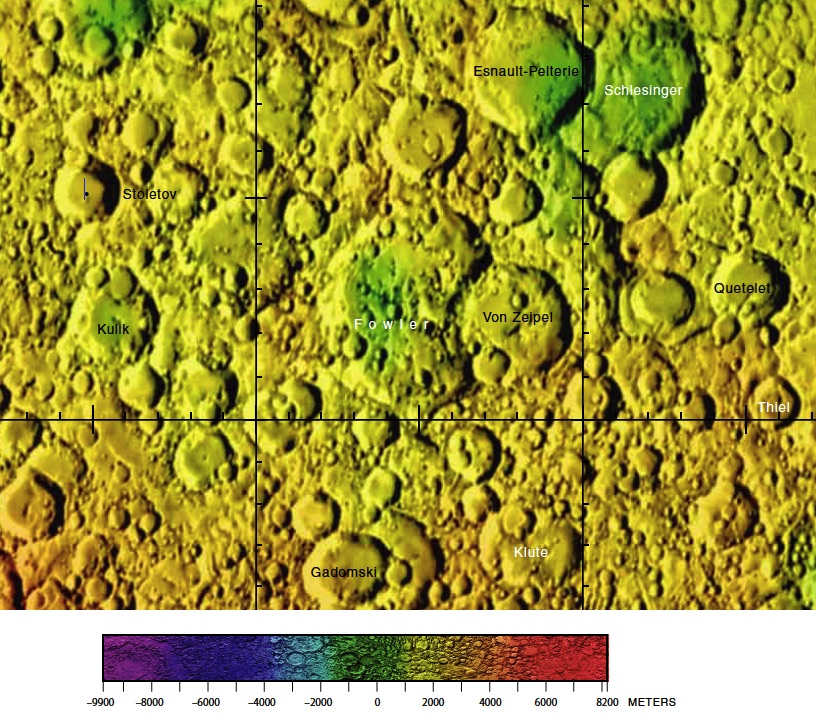
Окрестности кратера Кулик. Фрагмент карты обратной стороны Луны.

Ближайшими соседями кратера Кулик являются кратер Вольтьер на северо-западе; кратер Столетов на севере-северо-западе; кратер Фаулер на востоке; кратер Гадомский на юго-востоке и кратер Шнеллер на западе-юго-западе. Селенографические координаты центра кратера 41°59′ с. ш. 154°38′ з. д. / 41,98° с. ш. 154,63° з. д., диаметр 60,5 км, глубина 2,5 км.
Кратер Кулик имеет близкую к циркулярной форму и значительно разрушен за время своего существования. Вал сглажен, в северной части перекрыт двумя крупными кратерами, восточная часть внутреннего склона перекрыта группой небольших кратеров. Высота вала над окружающей местностью достигает 1190 м, объем кратера составляет приблизительно 2800 км³. Дно чаши ровное, имеется округлый центральный пик. 

## Сателлитные кратеры
| Кулик | Координаты                                              | Диаметр, км |
| ----- | ------------------------------------------------------- | ----------- |
| J     | 40°22′ с. ш. 151°44′ з. д. / 40,37° с. ш. 151,74° з. д. | 46,8        |
| K     | 38°50′ с. ш. 151°46′ з. д. / 38,83° с. ш. 151,76° з. д. | 43,0        |
| L     | 40°30′ с. ш. 153°40′ з. д. / 40,5° с. ш. 153,66° з. д.  | 31,6        |

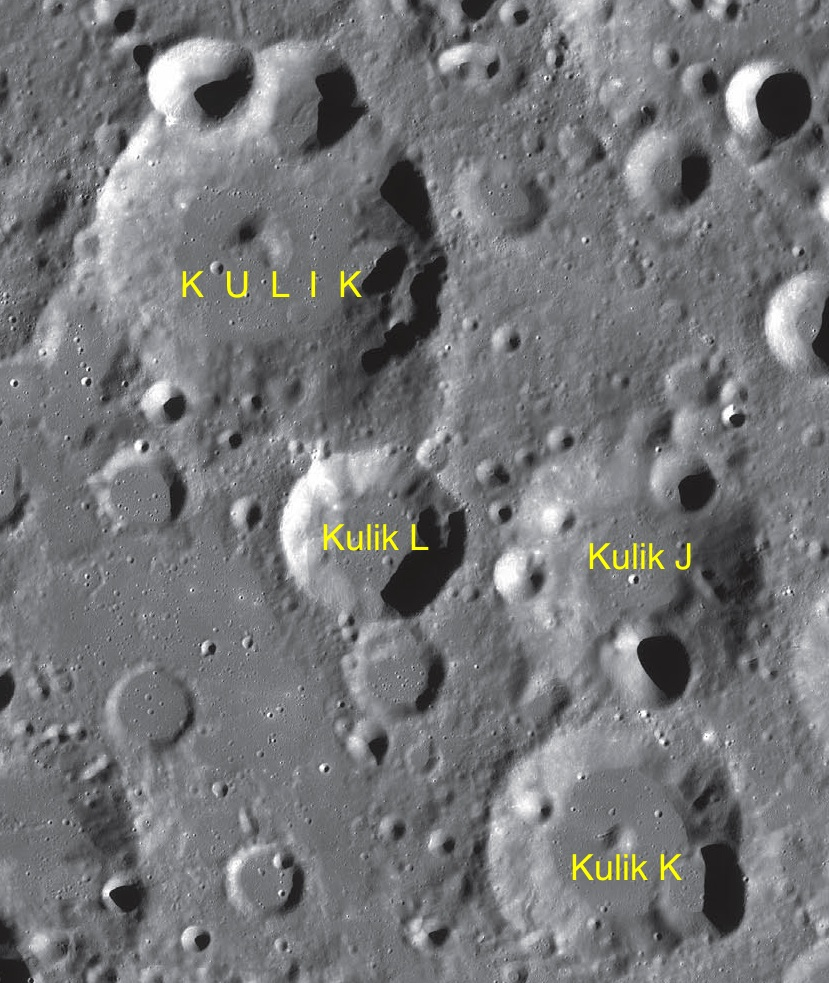
Фрагмент карты LAC-34.

- Образование сателлитного кратера Кулик K относится к нектарскому периоду[4].

## См.также
- Список кратеров на Луне
- Лунный кратер
- Морфологический каталог кратеров Луны
- Планетная номенклатура
- Селенография
- Минералогия Луны
- Геология Луны
- Поздняя тяжёлая бомбардировка